# Union Sportive des Forces Armées
L'Union Sportive des Forces Armées és un club de futbol burkinès de la ciutat d'Ouagadougou. Disputa els seus partits a l'Stade de l'USFA. Els seus colors són el blau i el vermell.
En el passat el club s'ha anomenat:
- Association Sportive des Forces Armées Voltaïques (ASFAV)
- Association Sportive des Forces Armées Nationales (ASFAN)
- ASFAP
- Union Sportive des Forces Armées Nationales (USFAN)

## Palmarès
- Lliga burkinesa de futbol: [1]
  - 1969, 1970, 1971, 1984 (com a ASFAN)
  - 1987, 1998, 2000
- Copa burkinesa de futbol: [2]
  - 1968 (com a ASFAN)
  - 2002, 2010, 2015
- Copa Leaders burkinesa de futbol: [3]
  - 1996
- Supercopa burkinesa de futbol: [4]
  - 1997–98, 1999–00, 2009–10